# Athlitikos Omilos Kerkyra 2011-2012

## Stagione

### Rosa
| N. |                     | Ruolo | Calciatore              |
| -- | ------------------- | ----- | ----------------------- |
| 1  | Grecia (bandiera)   | P     | Nikolaos Anastasopoulos |
| 2  | Grecia (bandiera)   | D     | Michalis Boukouvalas    |
| 3  | Grecia (bandiera)   | C     | Eleftherios Sakellariou |
| 4  | Germania (bandiera) | D     | Timo Wenzel             |
| 5  | Grecia (bandiera)   | D     | Anastasios Venetis      |
| 6  | Grecia (bandiera)   | C     | Dimitrios Grammozis     |
| 7  | Grecia (bandiera)   | A     | Christos Kalantzis      |
| 8  | Grecia (bandiera)   | D     | Charidimos Michos       |
| 10 | Grecia (bandiera)   | A     | Anestīs Agritīs         |
| 13 | Malta (bandiera)    | P     | Justin Haber            |
| 15 | Croazia (bandiera)  | P     | Mario Galinović         |
| 16 | Grecia (bandiera)   | C     | Giorgos Paraskeuaidis   |
| 17 | Grecia (bandiera)   | A     | Dimitris Giantsis       |
| 18 | Grecia (bandiera)   | A     | Andreas Labropoulos     |
| 19 | Croazia (bandiera)  | D     | Ivica Majstorović       |

| N. |                               | Ruolo | Calciatore            |
| -- | ----------------------------- | ----- | --------------------- |
| 20 | Rep. Ceca (bandiera)          | C     | Jan Hable             |
| 21 | Grecia (bandiera)             | C     | Dimitris Kontodimos   |
| 22 | Inghilterra (bandiera)        | D     | Abdul Osman           |
| 23 | Grecia (bandiera)             | C     | Giorgos Barkoglou     |
| 24 | Macedonia del Nord (bandiera) | A     | Goran Maznov          |
| 25 | Brasile (bandiera)            | D     | Gustavo Veronesi      |
| 30 | Brasile (bandiera)            | C     | Flavinho              |
| 33 | Grecia (bandiera)             | D     | Nikos Ziabaris        |
| 41 | Argentina (bandiera)          | A     | Juan Eduardo Martín   |
| 44 | Grecia (bandiera)             | A     | Ilias Ioannou         |
| 71 | Grecia (bandiera)             | A     | Athanasios Tsigas     |
| 83 | Grecia (bandiera)             | C     | Stelios Īliadīs       |
| 94 | Grecia (bandiera)             | C     | Petros Viopoulos      |
| 95 | Grecia (bandiera)             | C     | Athanasios Patiniotis |